# Divisione di Maxwell
La separazione di Maxwell (o più propriamente divisione di Maxwell, dal nome di James Clerk Maxwell) è uno spazio vuoto presente nel sistema di anelli planetari del pianeta Saturno; è situato fra l'anello C e l'anello B, ad una distanza di circa 87 500 km dal centro di Saturno.